# Klaphat
Klaphatten er en hovedprydelse, der typisk anvendes af tilskuerne til konkurrencesport. Hatten er baseret på en almindelig baseballkasket, men udstyret med to "arme" med tilhørende hænder. Begge arme kan aktiveres via et snoresystem, således at de trækkes fra hinanden, og slækker man på snorene "klapper" hænderne sammen. Således kan man få hatten til at "klappe".

## Historie
Der er flere versioner af historien om den  danske udgave af klaphatten.  Multikunstneren Peter Wendelboe lancerede i 1982 flere forskellige versioner,  der ikke havde noget med fodbold eller landsholdet at gøre. 
Under EM 1984 tog Rene Sørensen og Per Striegler patent på ideen og fik fabrikeret en udgave i rød-hvide farver i forbindelse med en opgave på Handelshøjskolen i København.
Ved VM i fodbold i 1986 blev klaphatten introduceret af de danske roligans, og var herefter i en periode den moderigtige hovedbeklædning ved sportskampe, fortrinsvis fodbold. Også svenske tilskuere har båret en klaphat, i en gul-blå udgave, hvis forlæg forekommer i den amerikanske serie Cheers (da. "Sams Bar") i afsnit 79, sendt i 1985.  
I 2018 havde DBU solgt omkring 25.000 klaphatte.

## Andre betydninger
Ordet klaphat kan også bruges om en chapeau claque. Det er er en høj silkecylinderhat, der med en fjedermekanisme kan trykkes sammen, og så den er let at transportere. Mekanismen udløses ved et let slag på skyggen.. 
Chapeau claque eller gammeldags høj hat bruges ved højtidelige lejligheder.
En "klaphat" er blevet et slangudtryk for en mindre begavet eller usmart person.